# Constantin Maleinos
Constantin Maleïnos (en grec : Κωνσταντίνος Μαλεΐνος) est un important général byzantin du milieu du Xe siècle issu de la famille aristocratique Maleïnos.

## Biographie
Constantin naît à la fin du IXe siècle ou au début du Xe siècle, probablement au sein des possessions familiales de Cappadoce. Son père est Eudokimos Maleïnos, un membre du puissant clan aristocratique des Maleïnos et sa mère est Anastaso Adralestina, une parente de l'empereur byzantin Romain Ier Lécapène. Il a six frères et sœurs dont le moine et saint Michel Maleïnos et une sœur dont le nom est inconnu et qui est mariée au général Bardas Phocas l'Ancien. Ce mariage permet de renforcer les liens étroits entre les Maleïnos et les Phocas,.
Les sources sur la carrière de Constantin Maleïnos sont maigres et viennent principalement de l'hagiographie de son frère Michel. Il détient le rang de patrice et en 955, il succède à son neveu Léon Phocas le Jeune comme gouverneur (stratège) du thème de Cappadoe. Probablement du fait de son expérience mais aussi de ses liens avec les Phocas (son neveu Nicéphore Phocas est empereur de 963 à 969), il occupe ce poste important de stratège de Cappadoce durant de nombreuses années, peut-être même jusqu'à sa mort aux alentours de 968. Au cours de cette période, il combat à de nombreuses reprises les Arabes et notamment les forces de l'émir hamdanide d'Alep, Ali Sayf al-Dawla. Ainsi, en novembre 960, il participe sous le commandement de Léon Phocas à la grande victoire de l'armée byzantine sur Sayf al-Dawla lors de la bataille d'Andrassos. En outre, il est souvent identifié au « ibn al-Mala'ini » mentionné dans les sources arabes et qui est vaincu par Sayf al-Dawla à Iconium en 962,.
Constantin a un fils du nom d'Eustathe Maleïnos qui devient un grand général et l'un des hommes les plus riches de l'Empire byzantin. Il joue un rôle majeur dans la rébellion de Bardas Phocas le Jeune contre Basile II,,.